# BullGuard
BullGuard是一家總部設在英國的私人軟件公司，开发的是家庭用戶和小型企業使用的網絡安全软件。公司在丹麥、羅馬尼亞、英國、瑞典、比荷盧經濟聯盟、法國、德國、澳大利亞和美國均設有辦事處。
BullGuard標誌是一隻紅色背景的白牛頭犬，象徵着公司对用戶提供的保護，也代表着用戶界面友好的產品設計要求。然而，這隻牛頭犬並非只是一個標誌，而是一隻现实存在的名叫溫斯頓的狗，是BullGuard的僱員。溫斯頓雖然現在已經退休，但牠偶爾也在哥本哈根訪問BullGuard的辦事處。
2021年，Avira收購BullGuard。2022年，諾頓LifeLock使用諾頓品牌取代BullGuard。